# Прудниковы
Прудниковы — дворянский род.
Потомство придворного камер-фурьера Фёдора Прудникова, который 6.02.1800 Высочайшим указом был пожалован в дворяне. Его сын, вязниковский городничий, коллежский советник Фёдор Фёдорович Прудников 15.12.1825 внесен в I ч. родословной книги Рязанской губернии.

## Описание герба
Щит разделен горизонтально. В верхней половине в голубом поле изображены три серебряных звезды. В нижней половине, разрезанной на два поля, в правом серебряном сидящая на земле собака, а в левом красном золотой якорь, имеющий анкершток чёрного цвета.
На щите дворянский коронованный шлем. Нашлемник: три страусовых пера. Намёт на щите красный, подложенный золотом. Герб Прудникова внесен в Часть 5 Общего гербовника дворянских родов Всероссийской империи, стр. 142.